# Rostislav Jevgeňjevič Alexejev
Rostislav Jevgeňjevič Alexejev (rusky Ростислав Евгеньевич Алексеев; 18. prosince 1916 – 9. února 1980) byl sovětský technik a vedoucí vývoje, známý pro svou průkopnickou práci v oblasti křídlových člunů (hydrofoilů) a ekranoplánů. Alexejev byl konstruktérem křídlových člunů, jako je Raketa, a průkopníkem vývoje ekranoplánů, nejznámějším je ekranoplán KM, přezdívaný také Kaspická příšera.